# Georges Finaud
Georges Finaud, né à Toulon le 12 février 1896 et mort dans le 7e arrondissement de Paris le 5 mars 1976, est un écrivain, journaliste, poète, metteur en scène, critique littéraire et éditeur français.
Mutilé de la première guerre mondiale, résistant lors de la deuxième guerre mondiale, membre de l'Union démocratique et socialiste de la Résistance (UDSR), il participe à la renaissance de la Revue des Deux Mondes, à partir de 1947. Il est l'auteur d'une vingtaine de romans, recueils poétiques et essais publiés entre 1920 et 1962. Il intervient comme critique littéraire et journaliste dans diverses quotidiens et revues, durant la même période. Il préside ou dirige différentes oeuvres et associations, principalement littéraires et humanitaires. En octobre 1968, il est fait Officier de la Légion d'Honneur.
Proche de nombreuses personnalités du monde littéraire et des arts, on compte parmi les auteurs, son ami d'enfance Marcel Pagnol, l'écrivain Maurice Genevoix auquel il dédie son roman Le Choc en 1927 ou encore Pierre Coutras avec lequel il fonde les éditions Pro Arte.

## Biographie

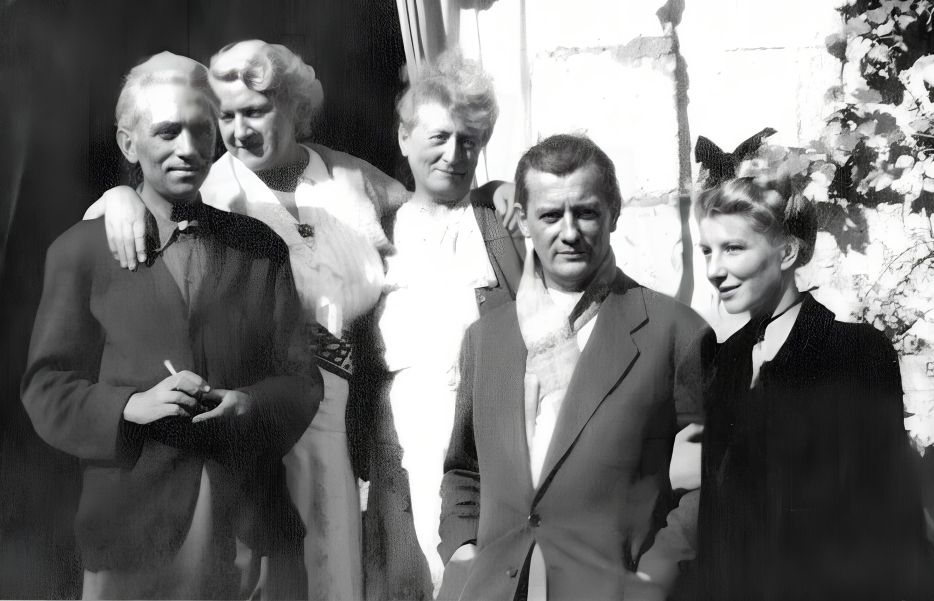
Georges Finaud (à gauche) en 1947 à Saint-Nicolas-de-Bourgueil, aux côtés de Madeleine Leymo (artiste lyrique), Manon Boutin (propriétaire du domaine du Fondis), Marcel Pagnol et Jacqueline Pagnol.

Il fait ses études à Marseille, notamment au lycée Thiers où il se lie d'amitié avec Marcel Pagnol. puis il obtient une bourse en 1909.
Le 10 février 1914, avec Marcel Pagnol, il fonde la revue littéraire Fortunio mais il la quitte pour créer la revue « Pro Arte ».
Appelé le 5 avril 1915 sous les drapeaux à l'âge de 19 ans lors de la première guerre mondiale, il est nommé Caporal puis Sergent au 40e puis au 27e Régiment d'Infanterie. Il est gravement blessé lors d'un assaut contre les lignes ennemies.
Le 17 avril 1917, il participe comme poilu, à la bataille du « Chemin des Dames », près du Mont Cornillet en Champagne. Lors de l'assaut, Georges Finaud est blessé à la cuisse par une balle explosive, dans le bois de la Grille, près de Reims. Dans un trou d'obus, il tente de se dissimuler sous le cadavre de deux autres soldats, avant d'être secouru, après 27 heures d'attente. Le poilu tombé à ses côtés est son ami journaliste et écrivain Michel Psichari, petit-fils d'Ernest Renan ; lequel meurt trois jours plus tard d'une blessure à la gorge. Pour ces faits d'arme, Georges Finaud est décoré de la Croix de Guerre et de la Médaille Militaire.
À son retour du front et pour sa convalescence, il revient s'établir quelques années à Marseille, où il épouse l'artiste peintre Claire Bounaud, laquelle signe les illustrations de plusieurs de ses ouvrages.
Il devient membre des « Écrivains Combattants » et publie en 1920, l'Historique du 39e régiment d'infanterie 1914-1919, aux éditions Henri Defontaine (Rouen).
En 1921, il est nommé Secrétaire général du groupe littéraire Thalassa. De 1921 à 1934, il est Président de l'association des Rescapés du Front.
En mai 1922, Georges Finaud est membre de la Société des Gens de Lettres et obtient à Toulon, la première mention au Concours de Poésie française.

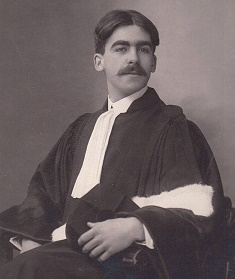
Avec son ami Pierre Coutras, il fonde les Éditions de Pro Arte.

Profondément marqué par les suites de la chirurgie prétendument réparatrice des soldats aux « gueules cassées », il publie un article intitulé Les Mutilés de la Face pour la revue Après le Combat, reproduite par le « Bulletin de l’Union des Blessés de la Face », le 8 septembre 1923. Il décrit ces opérations transformant les victimes en « animaux les plus bizarres » ou encore, déplore « les éternels souffre-douleur des expériences chirurgicales ».
En 1923, il signe le livret poétique d'une pièce musicale de Marie-Thérèse Bonhomme, « Ballade Ancienne, op. 98. pour flute, soprano, et piano ».
En 1925, il devient sociétaire des Gens de Lettres de France.
L'année 1927, Georges Finaud se voit décerner le « grand prix international de littérature », obtenir « la médaille d'or des écrivains » et il est élu « Prince des Camarades » par les écrivains français, dans un référendum organisé auprès de tous les confrères de France. Le 20 juillet 1930, Georges Finaud est élu à l'unanimité président de la « Fédération littéraire de France », lors de son sixième congrès national.
Début décembre 1932, comme président de la Fédération Littéraire de France, il examine les textes des lois sur la propriété littéraire. L'assemblée de la fédération fait interpeller le gouvernement sur l'urgence du vote de la loi d'Édouard Herriot, en faisant déposer une question en fin de séance à la Chambre, en même temps qu'une question écrite au ministre de l'éducation nationale, sur la répartition des fonds de la Caisse nationale des Lettres.
Le 20 décembre 1932, en tant que directeur des « Nouvelles de Paris », il donne la première conférence publique de la Fédération Littéraire de France.
En 1938, il reçoit le « Prix Taylor », décerné par la Société des Gens de Lettres de France pour l'ensemble de son œuvre.
Le 5 août 1939, au théâtre antique de Bagnols-sur-Cèze, il dirige la mise en scène de Werther, opéra de Jules Massenet.
Lors de la Deuxième Guerre mondiale, alors journaliste réfractaire de 1940 à 1944, il participe à la Résistance, au sein du groupement Défense de la France. Lors du Gouvernement provisoire de la République française dirigé par le Général de Gaulle, il est nommé  en novembre 1945 par le ministre de la Justice Pierre-Henri Teitgen, au service juridique pour l'épuration de la profession journalistique. Il participe à l'élaboration des dossiers jugés par la Cour de justice de la République et la Haute Cour.
En février 1947, il est fait Chevalier dans l'Ordre de la Légion d'Honneur, pour 28 ans de services civils et militaires et son engagement dans la Résistance.
Le 28 novembre 1947, il participe à la fondation de la société d'édition « La Revue. Littérature. Histoire. Arts et sciences des deux mondes » avec Louis-Jules Arrigon, Marie-Louise Pailleron, petite-fille de François Buloz et Firmin Roz. Il en devient en 1948, l'administrateur adjoint. En 1949, le titre devient « La Revue des Deux Mondes : littérature, histoire, arts et sciences ». En 1947, il est président fondateur de l'Office Culturel France-Monde.
En 1952, il est chargé d'une mission d'information pour le Fonds de l'Union démocratique et socialiste de la Résistance (1945-1965)
Le 31 octobre 1968, il est promu « Officier » dans l'Ordre de la Légion d'Honneur, en sa qualité de Président de l'Association des artistes de France mutilés de guerre et anciens combattants.
Sa carte de presse de journaliste professionnel porte le numéro 328. Il a été directeur de l'Agence Française d'Outremer, inspecteur au quotidien France Soir et a collaboré à la Presse Marocaine (Casablanca).

## Décorations
- Chevalier de la Légion d'honneur (1947)
- Officier de la Légion d'honneur (1968)
- Médaille militaire (1918)
- Croix de guerre 1914–1918
- Insigne des blessés militaires (1918)
- Croix du combattant (1918)

### Théâtre
- Un mécène, un acte en vers.
- Tout en chantant, revue rosse, en trois actes
- Li Sian Mai ! revue en trois actes